# Château de Glenbuchat

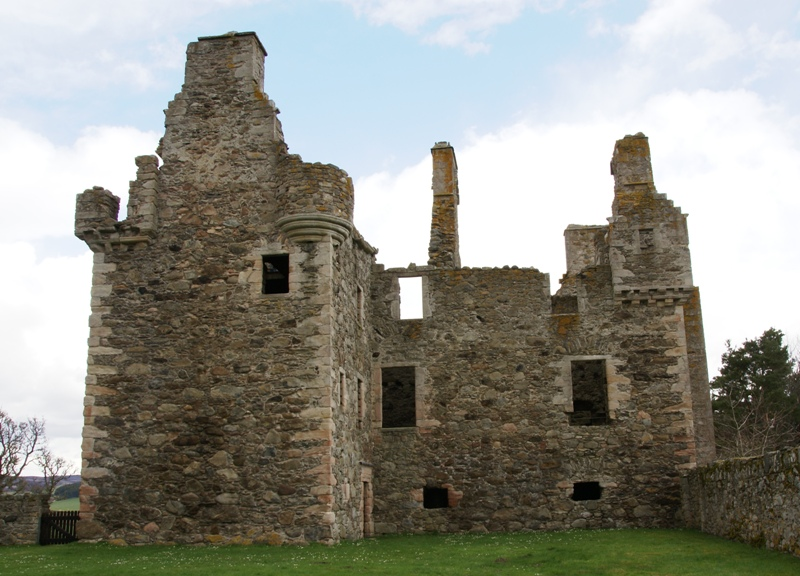
Le château de Glenbuchat

Le château de Glenbuchat (ou de Glenbucket) est situé au bord du fleuve Don, près du village de Kildrummy, dans l'Aberdeenshire, région du nord-est de l'Écosse. Construit en 1590 à l'occasion du mariage de John Gordon of Cairnbarrow, il est caractéristique du plan en Z fréquent dans l'architecture castrale écossaise du Moyen Âge et de la Renaissance.

## Histoire

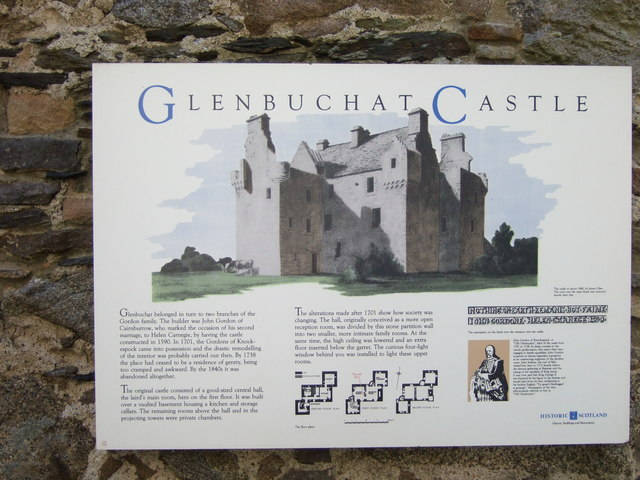
Glenbuchat et son plan en Z

Glenbuchat est resté une propriété privée jusqu'au milieu du XXe siècle. Le député James William Barclay en a fait l'acquisition en 1901, et le colonel James Barclay Milne, son petit-fils, l'a confié à l'État en 1946. 
Glenbuchat est aujourd'hui à l'état de ruine, mais l'essentiel de ses murs demeure presque intact. Le château et ses terres appartiennent à l'organisme Historic Scotland.